# ستاينر غوندرسن
ستاينر غوندرسن (بالنرويجية البوكمول: Steinar Gundersen)‏ هو ملحن وعازف قيثارة وموسيقي نرويجي، ولد في 11 نوفمبر 1975.